# Protonilus
Protonilus  è una caratteristica di albedo della superficie di Marte.